# 葛蘭黛·傑克森
格兰达·梅·杰克逊，CBE（英語：Glenda May Jackson，1936年5月9日—2023年6月15日），英国女演員和政治人物，50年代開始表演，兩奪奥斯卡最佳女主角奖，另獲得兩座艾美奖和四項托尼獎提名，是仅有的24位实现表演奖大满贯的演员之一。
1992年，傑克森投身政治，代表工黨五次當選英国下议院議員，直到2015年退任、並於第一次貝理雅內閣中擔任交通部副部長一職。其後重返演藝圈，2018年以82歲高齡迎來第一座托尼獎。
2023年6月15日在位於伦敦布萊克希斯的家中去世，享年87歲。

## 舞台事業
傑克森1957年起在伦敦舞台上開始表演，在77、79、80、84年先後在倫敦提名劳伦斯·奥利弗奖。而在百老匯，於65、81、85、88年提名托尼獎。15年重回舞台，17年在倫敦反串飾演威廉·莎士比亚的李爾王，相隔33年再度提名勞倫斯·奧立佛獎。18年憑爱德华·阿尔比的《Three Tall Women》迎來第一座托尼獎（最佳話劇女主角）。19年把李爾王搬到百老匯，繼續出演主角。

## 電影事業
60年代末，傑克森在好莱坞奪得成功，71年憑《戀愛中的女人》首獲奥斯卡最佳女主角奖，翌年憑《血腥星期天》再度提名。74年憑《金屋夢痕》成為少數兩獲奧斯卡影后殊榮的演員，亦贏得其至今唯一一座金球獎。76年《海達》是至今最後一次提名。
在英國本土，《血腥星期天》為其贏得至今唯一一座英國電影學院獎最佳女主角。

## 電視事業
71年傑克森在BBC劇集《Elizabeth R》飾演伊丽莎白一世女王，獲得兩座艾美奖。81年在電視電影《The Patricia Neal Story》飾演演員帕翠夏·尼爾，獲艾美獎和金球獎提名。

## 政治事業
傑克森是英国首相玛格丽特·撒切尔的強烈反對者，亦因此投身政治。92年在大選成功代表工黨出任倫敦富人區Hampstead and Highgate選區下議院議員，先後在91、01、05年連任；10年大選該區重新規劃為Hampstead and Kilburn，僅以42票連任，11年宣佈不會爭取連任，15年正式退休。
13年在柴契爾夫人過世後，傑克森在下議院發言強烈譴責她的政策，稱撒切尔主义為‘惡毒’(heinous)。